# Cantharellus longisporus
Cantharellus longisporus är en svampart som beskrevs av Heinem. 1958. Cantharellus longisporus ingår i släktet Cantharellus och familjen kantareller.   Inga underarter finns listade i Catalogue of Life.